# آنا زک
آنا کوزنکووا (عبری: אנה קוזנקוב‎، روسی: Анна Кузенкова ; متولد ۱۲ مارس ۲۰۰۱) که به شکل حرفه ای بنام آنا زاک معروف می‌شود (אנה זק)، یک خواننده، مدل، بازیگر و سلبریتی اینترنتی اسرائیلی متولد روسیه می‌باشد. دنبال کنندگان او متشکل از ۴ میلیون در تیک تاک و بیش از ۱ میلیون دنبال کننده در اینستاگرام می‌باشد که در رسانه‌های اجتماعی چه در اسرائیل و چه در حد بین‌المللی معروف شده است.
زک به عنوان یکی از موثرترین اسرائیلی‌های آنلاین در نظر گرفته می‌شود. در سال ۲۰۱۷، وی توسط نانا به نام عدد ۱ در فهرست جوان‌های اسرائیلی که بر اینستاگرام مؤثر هستند، رتبه‌بندی شد، در حالی که انجمن اینترنت اسرائیل زک را بنام موثرترین اینستاگرامر اسرائیلی در کل رتبه‌بندی کرد.
در تاریخ ۲۳ اوت ۲۰۱۷، زک به شکل رسمی کار موسیقی خود را از راه نخستین تک‌آهنگ «پول عزیزم» به همراه یک موزیک ویدیو آغاز نمود.
در تاریخ ۲ ژانویه ۲۰۲۲، زاک نخستین آهنگ موفقیت‌آمیز تجاری وی به زبان عبری" לך לישון به فارسی (لخ لیشون (به انگلیسی، «برو به خواب») را منتشر نمود که دارای یک موزیک ویدیو (که بیش از ۱۴ میلیون بازدید دارد) در همان آهنگ منتشر شده است.

## زندگی اولیه و شخصی
آنا کوزنکووا در سوچی روسیه در خانواده ناتالیا و دنیس کوزنکوف متولد شد. خانواده زک در سال ۲۰۱۰ وقتی که وی ۹ ساله بود به همراه والدین، خواهرش و پدربزرگ و مادربزرگش به اسرائیل مهاجرت نمودند. خانواده در اشدود ساکن گرفتند و در زمان کمی زک به زبان عبری سخن می‌گفت. والدینش بعد از مدتی از هم جدا شدند و پدرش به روسیه برگشت و روی المپیک سوچی کار نمود. خواهر بزرگ او در آن هنگام در ارتش اسرائیل خدمت می‌نمود. وی در دبیرستان مکیف هی در اشدود تحصیل نمود. اسم خانوادگی " زک " که او استفاده می‌نمود به نام یک نام هنری کم شده منتخب شده است. پدرش یهودی بود.
در ماه مارس ۲۰۲۰، زک به نیروهای دفاعی اسرائیل اضافه گردید.
از سال ۲۰۱۹، زک با خواننده اسرائیلی روئی سندلر در ارتباط بود.

## حرفه مدلینگ و رسانه
زک کار خود را در سال ۲۰۱۴ در برنامه رئالیتی کودک‌های اسرائیلی پسرها و دخترها شروع نمود.
در سال ۲۰۱۶، زک به نام چهره اسکوب کفش منصوب شد و در سن ۱۵ سالگی یک قراردادی شکل ۵۰٬۰۰۰ روپیه کسب کرد، که مبلغ بسیاری برای سن زک بشمار می‌رفت. زک همچنین یک پویش جهانی برای برند حذف موهای زائد ویت را رهبری نموده است. وی اینگونه گفت که در مدرسه اش، بعضی از معلم‌های او از حرفه او در رسانه‌های اجتماعی اطلاعی ندارند. در حالی که هنوز در کلاس نهم تحصیل می‌کرد، درآمد ماهانه او از نمایه رسانه‌های اجتماعی اش حداقل ۱۰۰۰۰ شکل (تقریباً ۲۵۰۰ دلار آمریکا) بود، بدون در نظر گرفتن قراردادهای حمایت مالی.
درآمد بسیار وی در سن او باعث تشکیل ابروها شده است، ولی زک به شبکه ۲ اسرائیل سخن گفت که حرفه او توسط خانواده اش حمایت می‌شود.
در سال ۲۰۱۷، او مجری برنامه موسیقی۲۴ «خواننده بودن» شد. زک همچنین در شبکه‌های اجتماعی با مدل نتا کیمیاگر همکاری می‌نمودند.
بر اساس گزارش انجمن اینترنت اسرائیل، در سال ۲۰۱۷، زک موثرترین فرد در اینستاگرام اسرائیل تبدیل شد. زک همچنین توسط نانا ۱۰ به نام موثرترین جوان اسرائیلی تأثیرگذار بر اینستاگرام در سال ۲۰۱۷ رتبه‌بندی شد.
در ماه ژوئن ۲۰۱۷، زک به نام چهره پویش بازگشتن به مدرسه اودی‌پی در اسرائیل منصوب شد. در سال ۲۰۱۸، او در کنار مدل‌های دیگر اسرائیلی یائیل شلبیا و نتا آلکیمستر در کمپین برند فیکس مدل‌سازی شد.

### نویونایتد
در سال ۲۰۱۷، زک برای پروژه سایمون فولر تحت عنوان نویونایتد تست داد تا قسمتی از یک گروه بین‌المللی (با نماینده‌هایی از چین، هند، روسیه، ژاپن، بریتانیا، ایالات متحده، فیلیپین، کره جنوبی، فنلاند و آلمان) باشد. بعداً اعلام شد که زک به ازای اینکه قسمتی از خواننده‌ها باشد، به نام سرپرست این پروژه منتخب گردید، که به معنی‌های پروازهای منظم از اسرائیل به لس آنجلس در حالی که هنوز در مدرسه بود. او فهمید که قرار است مجری گروه باشد و این کار را در یک مناسبت در روسیه انجام داد.